# 집으로 가는 길 (2001년 드라마)
《집으로 가는 길》은 2001년 8월 31일에 MBC에서 방영한 베스트극장이다.

## 등장 인물

### 주요 인물
- 안재모 : 강영욱 역
- 김영찬 : 지훈 역 - 영욱 누나의 아들

### 그 외 인물
- 정동환 : 나이트 클럽 사장 역
- 조여정 : 상희 역
- 박성빈 : 묵호 역
- 정복임 : 나이트 클럽 사장의 아내 역
- 최범호 : 형사 역
- 정영금
- 이지선
- 주우
- 백종현
- 김신일
- 인교진
- 윤희주
- 박용석 (아역)
- 황지니 (아역)
- 김홍달 (아역)